# Benjamin Dwyer
Benjamin „Ben“ Dwyer (* 3. August 1965) ist ein irischer Gitarrist, Komponist und Musikwissenschaftler.

## Wirken
Dwyer studierte klassische Gitarre am DIT Conservatory of Music and Drama, Dublin, und an der Royal Academy of Music in London. Weiterhin studierte er Musikwissenschaft am Trinity College Dublin. 2010 promovierte er in Komposition an der Queen’s University Belfast.
Als Gitarrist ist Dwyer mit dem RTÉ National Symphony Orchestra, dem Irish Chamber Orchestra, dem RTÉ Concert Orchestra, der Neubrandenburger Philharmonie (Deutschland), dem Santos Symphony Orchestra (Brasilien), VOX21, dem Vogler String Quartet (Deutschland) und dem Callino String Quartet (Großbritannien) aufgetreten. Er hat weltweit Konzerte gegeben und mehrere Alben eingespielt, darunter die CD Irish Guitar Works (mit dem Callino Quartett), die 2012 beim Label El Cortijo veröffentlicht wurde. Sein Album what is the word (2020) widmet sich Samuel Beckett. Aus der Zusammenarbeit mit dem Gitarristen Mike Nielsen entwickelte sich sein Interesse an Neuer Improvisationsmusik. Er war Gründungsmitglied des Transdisciplinary Improvisation Network und von Coterminous, einem interdisziplinären Kollektiv, das Musik, Film, Tanz und Philosophie miteinander verbindet. Als Improvisator hat Dwyer mit Peter Evans, Paul Lytton, Garth Knox, Agustí Fernández und Charlotte Hug gearbeitet. Weiterhin gehört er zu Barry Guys Blue Shroud Band, mit der mehrere Alben entstanden sind.
Als Komponist schuf Dwyer seine Twelve Etudes for Guitar und Kammermusikwerke wie Umbilical, seine Neubearbeitung des Ödipus-Mythos für Barockvioline, Kontrabass, Cembalo, Tonband und Butoh-Tänzer oder das Concerto No. 2 für Gitarre und Orchester, das er Fabio Zanon widmete. Sein Werk SacrumProfanum beschäftigte sich mit den vorgeschichtlichen Steinzeichnungen. Seine Kompositionen wurden international aufgeführt. Als Komponist war er bei zahlreichen Festivals vertreten, darunter Musica Nova 2008 in São Paulo, die Bienalle of Contemporary Music of Riberão Preto 2009, die Composers’ Choice der National Concert Hall und die Horizons-Serie des RTÉ National Symphony Orchestra.
Dwyer schreibt über Musik aus seiner Perspektive als Kunstschaffender in den Bereichen Aufführung und Komposition sowie aus seiner Erfahrung als Kurator und Kritiker zeitgenössischer Musik. Seine Monographie über den irischen Komponisten John Buckley, Constellations: The Life and Music of John Buckley wurde 2011 veröffentlicht (Carysfort Press). Sein Kapitel Transformational Ostinati in György Ligeti's Sonatas for Solo Cello and Solo Viola erschien im Sammelband György Ligeti: Of Strange Sounds and Foreign Lands (Boydell & Brewer, 2011). 2014 folgte sein Buch Different Voices: Irish Music and Music in Ireland, 2017 Britten and the Guitar: Critical Perspectives for Performers. Seine Sammlung Music Autopsies: Essays and Interviews 1999–2022 erschien 2023 im Wolke-Verlag in Hofheim.
Elf Jahre lang lehrte Dwyer als Professor für Musik an der Middlesex University. Er ist gewähltes Mitglied der Aosdána und zudem Associate der Royal Academy of Music.

## Preise und Auszeichnungen
Dwyer wurde als Instrumentalist mit der Villa-Lobos Centenary Medal und der McNamara Gold Medal for Excellence ausgezeichnet.